# Stefan Eder

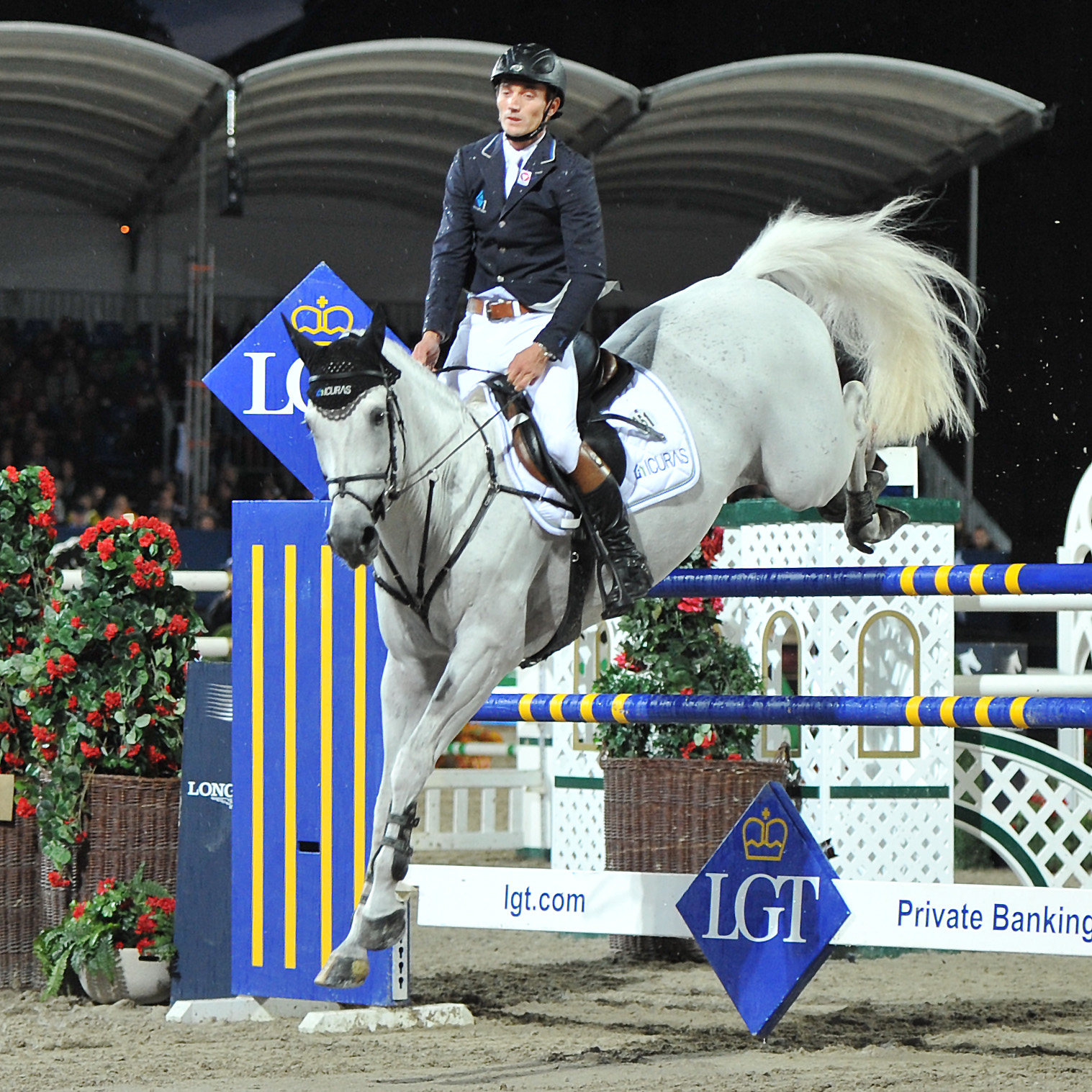
Stefan Eder mit Chilli van Dijk NRW bei den Vienna Masters 2013

Stefan Eder (* 24. September 1981 in Lamprechtshausen) ist ein österreichischer Springreiter.
Im November 2012 befand er sich auf Platz 124 der Weltrangliste.

## Werdegang
Vierjährig begann Eder zu reiten und ritt bis zum Alter von 12 Jahren hauptsächlich Dressur.
2006 wurde er österreichischer Meister. Bei der Europameisterschaft im Jahr 2007 belegte er mit der Mannschaft den elften Platz. 
Bei den Europameisterschaften 2011 in Madrid, wurde er im Zeitspringen mit seinem besten Pferd Chilli van Dijk Zweiter, nach allerdings 16 Fehlerpunkten in der zweiten Teilprüfung rutschte Eder auf Rang 48 der Einzelwertung ab. Mit der Mannschaft (Christian Schranz, Christian Fries) belegte er den 13. Gesamtrang. 
Eder der seit 2010 unter Thomas Frühmann trainiert, hatte seine Pferde auf der Anlage von Sepp Göllner in Lamprechtshausen stehen.

## Pferde
aktuelle:
- Concordija (* 2003), braune Holsteiner Stute, Vater: Caretino, Muttervater: Landgraf I, Besitzer: FIRST Sport Horses AG[2]
- Chilli van Dijk (* 1999), Westfalenhengst, Schimmel, Vater: Champion du Lys, Muttervater: Alcatraz, Besitzer: Hansjörg Pichler[3]

ehemalige Turnierpferde:
- Cartier (* 1995), Holsteiner
- Opus (* 2000), Holsteiner

## Erfolge
- Weltreiterspiele:
  - 2006, Aachen: 14. Platz mit der Mannschaft, 59. Platz im Einzel
- Europameisterschaft:
  - 2007, Mannheim: 11. Platz mit der Mannschaft, 19. Platz im Einzel, mit Cartier PSG
  - 2009, Windsor: 10. Platz mit der Mannschaft, mit Chilli van Dijk
  - 2011, Madrid 13. Platz mit der Mannschaft, 48. Platz im Einzel, mit Chilli van Dijk
- Österreichische Meisterschaft:
  - 2006: 1. Platz

### Weitere Erfolge
- 2007: 4. Platz im Großen Preis von Estoril (CSI5*), 6. Platz im Großen Preis von Lummen (CSI5*)
- 2008: 5. Platz im Großen Preis von Lamprechtshausen (CSI4*) mit Opus, 1. Platz im Großen Preis von Linz (CSI2*) mit Chilli van Dijk, 10. Platz im Großen Preis von Wien (CSI4*) mit Chilli van Dijk
- 2009: 1. Platz im Großen Preis von Predazzo (CSI2*) mit Chilli van Dijk
- 2010: 2. Platz im Großen Preis von Linz (CSI2*) mit Concordija